# Rio Vermelho do Norte
O rio Vermelho ou rio Vermelho do Norte (em inglês:  Red River, Red River of the North) é um curso de água da América do Norte que corta os estados norte-americanos de Dakota do Norte e Minnesota, e a província de Manitoba, no Canadá. Desemboca no lago Winnipeg. Tem 885 km de comprimento e drena uma grande bacia hidrográfica, com 287 499 km².

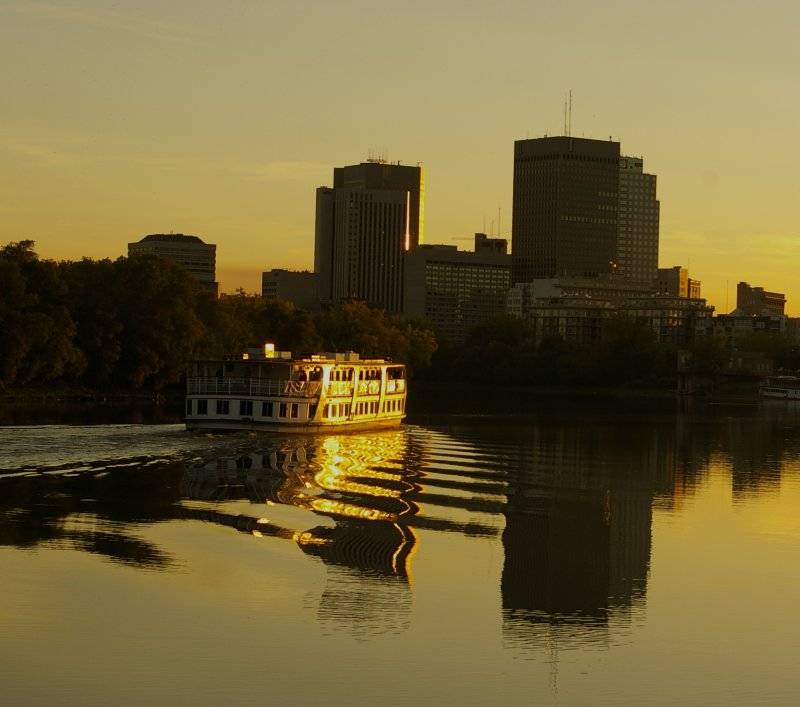
O rio Vermelho do Norte em Winnipeg, Canadá.